# Pichia nakasei
Pichia nakasei är en svampart som beskrevs av J.A. Barnett, R.W. Payne & Yarrow 1983. Pichia nakasei ingår i släktet Pichia och familjen Pichiaceae.   Inga underarter finns listade i Catalogue of Life.